# Richard Anuszkiewicz
Richard Anuszkiewicz je američki slikar i grafičar; pod utjecajem Josepha Albersa, jedan od najutjecajnijih predtavnika Op arta. 

## Životopis
Od 1948. do 1953. god. studirao je slikarstvo na Clevelandskom institutu za umjetnost u Ohioju, a od 1953. do 1955. god. u klasi prof. Josefa Albersa na Sveučilištu Yale u New Havenu, a 1956. god. na Sveučilištu u Ohioju. God. 1957. seli se u New York gdje od 1963. do 1965. predaje na Umjetničkoj školi Cooper Union.
God. 1968. sudjelovao je na izložbi Documenta 4 u Kasselu. Od 1983. god. predaje na Likovnoj školi u New Yorku. 

## Djela
Pod utjecajem Albersovih teorija, Anuszkiewicz je radio op art slike u kojima je istraživao radijalne pravce i vizualne fenomene percepcije. 
Nagrade:
- - 1953 Pulitzerovo udruženje putnika
  - 1963 Charles of the Ritz nagrada za uljenu sliku
  - 1964 The Silvermine Guild Award za uljenu sliku
  - 1977 Clevelandska umjetnička nagrada
  - 1980 Hassam Fundacija
  - 1988 Hassam Fundacija
  - 1994 Udruženje nastavnika likovne umjetnosti države New York State
  - 1995 Emil and Dines Carlson nagrada
  - 1996 New Jersey Pride nagrada
  - 1997 Novčana nagrada Richard Florsheim Fundacije
  - 2000 Lee Krasner nagrada
  - 2005 Medalja Lorenzo di Medici na Firentinskom bijenalu